# Chico Díaz
Francisco Díaz Rocha, conhecido como Chico Díaz (Cidade do México, 16 de fevereiro de 1959), é um ator mexicano-brasileiro nascido no México. Formado em arquitetura e urbanismo, fez teatro desde os catorze anos. Seu primeiro trabalho na vida artística foi em 1982 nas telonas em O Sonho não Acabou. Com todos os prêmios principais do cinema brasileiro, a saber, Gramado Brasília, Recife e Rio de Janeiro, é um dos mais versáteis e presentes atores nas telas brasileiras com mais de 80 filmes feitos no Brasil e no exterior.

## Biografia
É filho de Maria Cândida Rocha, tradutora brasileira e de Juan Díaz Bordenave, agrônomo, intelectual e diplomata paraguaio. Nascido na Cidade do México e criado em Lima, no Peru, veio menino ao Brasil, mais especificamente ao Rio de Janeiro em 1969,onde vive atualmente. É irmão do também ator Enrique Díaz e é casado com a atriz Silvia Buarque.
Formado em arquitetura e urbanismo pela Universidade Federal do Rio de Janeiro, é casado e tem dois filhos; Antonio, do seu casamento com a atriz Cecília Santana, e Irene, com a atriz Sílvia Buarque. É filiado ao Movimento Humanos Direitos.

## Carreira
Começou a fazer teatro aos 14 anos. No final da década de 70, criou o "Grupo Manha e Manias" ao lado dos atores Pedro Cardoso, Andrea Beltrão e Débora Bloch. Em 1978, atuou em A Visita da Velha Senhora no Teatro Tablado. Já foram 18 peças em seu currículo. Em 1982, após atuar no seu primeiro filme O Sonho não Acabou, decidiu seguir a carreira de vez.
Em 2016, participa das duas primeiras semanas da novela Velho Chico e aguarda o lançamento de 6 filmes que participou, Em Nome da Lei, A Guerra do Paraguay, Going to Brazil, Deserto Azul e o curta-metragem E o Galo Cantou. No teatro, está em cartaz a peça A Lua Vem da Ásia desde 2011. Em 2018, estrela o longa A Casa do Girassol Vermelho e participa do filme cearense Cine Holliúdy 2: A Chibata Sideral. Na TV, faz participação especial na telenovela Segundo Sol e na série Cine Holliúdy.

### Carreira no cinema

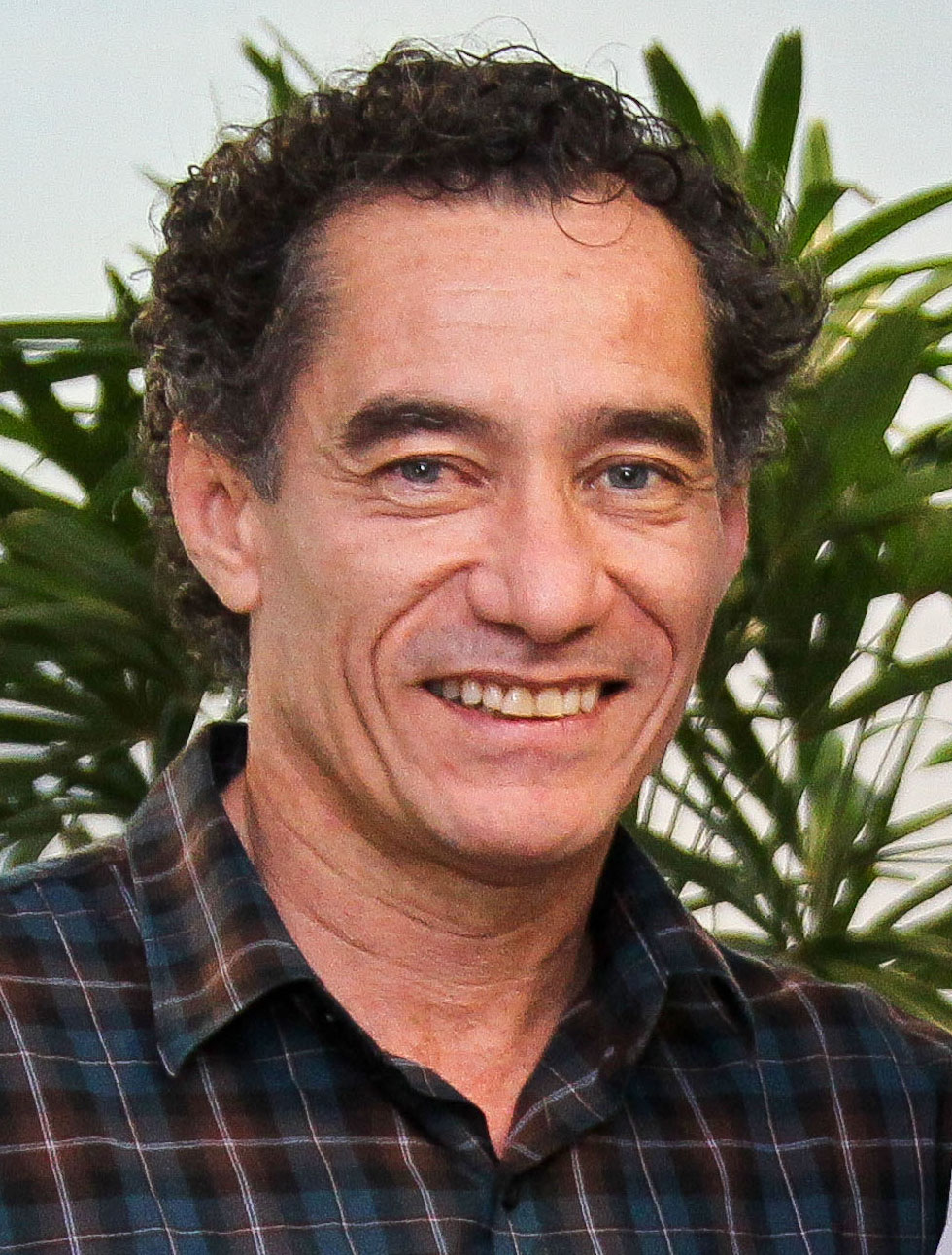
Chico Díaz trabalhou no filme Quilombo (1984), obra dirigida por Cacá Diegues (foto).

Estreou nas telonas em 1982 no filme O Sonho não Acabou, interpretando Danilo; logo em seguida, atuou em Aventuras de um Paraíba. No ano seguinte, participou dos longa Parahyba Mulher Macho e em Inocência como Juca. Em 1984, deu vida a Anunciação em Quilombo, obra dirigida por Cacá Diegues e, no ano seguinte, esteve no elenco de Chico Rei e Fonte da Saudade. Em 1986, participou das obras: A Cor do Seu Destino como Vitor Filho, papel que o garantiu como 'Melhor Ator Coadjuvante' no Festival de Brasília; foi Manezinho em O Homem da Capa Preta, além de atuar em O Cinema Falado. Concluiu a década fazendo participação especial em Luzia Homem e em Fábula de la bella Palomera como o marido de Fulvia.
No início da década de 1990, esteve no elenco de Barrela: Escola de Crimes como Bahia. Em 1993, participou em Cadê a Massa? e, nos dois anos seguintes,  foi Rogério em A Terceira Margem do Rio e esteve no filme Cachaça. Em 1996, ao protagonizar Corisco em Corisco & Dadá, recebeu o Kikito de 'Melhor Ator' no Festival de Gramado. No ano seguinte, participou de quatro obras: Os Matadores como Múcio; O Testamento do Senhor Napumoceno como Carlos; Baile Perfumado como Coronel Zé do Tito e Doces Poderes como um jornalista de Rondônia. Encerrou o milênio na pele de Felizardo em Policarpo Quaresma, Herói do Brasil e Catulino em O Tronco.
Logo no primeiro ano do Século XXI, atuou em Um Crime Nobre. Em 2002, viveu o cearense Firmino em A Selva e o açougueiro Wellinton Kanibal em Amarelo Manga, este último, foi premiado como 'Melhor Ator' no Festival de Brasília pela segunda vez em sua carreira e obteve a inédita indicação ao Grande Prêmio do Cinema Brasileiro; no mesmo período, também participou do filme Lua Cambará - Nas Escadarias do Palácio. Em 2003, participou de quatro longas: Garrincha - Estrela Solitária como Sobral; Benjamim como Alyandro Sgaratti (indicado como 'Melhor Ator Coadjuvante' pelo Grande Prêmio do Cinema Brasileiro); As Alegres Comadres como doutor Caius e no curta-metragem O Ovo.
Em 2006, interpretou João em Sonhos de Peixe; foi Tadeu em Anjos do Sol e esteve no elenco de O Amigo Invisível. No ano seguinte, esteve no elenco de Deserto Feliz e O Magnata. Em 2008, atuou como Paulo em Praça Saens Peña, papel que o garantiu como 'Melhor Ator' em duas premiações: Cine PE e Los Angeles Brazilian Film Festival. Concluiu a década vivendo Vicente Camargo em Ouro Negro - A Saga do Petróleo Brasileiro; além de encarnar como Matuim em O Sol do Meio-Dia (premiado como Melhor Ator no Festival do Rio em 2009 e indicado no Grande Prêmio do Cinema Brasileiro) e Camelô em O Contador de Histórias.
Iniciou a década de 2010 como Zé dos Patos em A Floresta de Jonathas e o plantador de fumo em Ardor. Em 2015, deu vida a Tiago em Oração do Amor Selvagem e foi um orador e pintor em Deserto Azul. No ano seguinte, foi Gomez Em Nome da Lei e participou do curta-metragem E o Galo Cantou. Em 2017 participou de quatro longas: Os Pobres Diabos; Travessia; Happy Hour - Verdades e Consequências e Guerra do Paraguay. Concluiu o decênio como o artista plástico véi Góis em Cine Holliúdy 2: A Chibata Sideral.

## Filmografia

### Televisão
| Ano  | Título                                   | Personagem             | Nota                                                                       |
| ---- | ---------------------------------------- | ---------------------- | -------------------------------------------------------------------------- |
| 1987 | Corpo Santo                              | Orlando                |                                                                            |
| 1988 | Mandala                                  | Rafael                 | Episódio: "14 de maio"                                                     |
| 1989 | Kananga do Japão                         | Olegário               |                                                                            |
| 1990 | Fronteiras do Desconhecido               | Augusto                | Episódio: "O Resgate"                                                      |
| 1991 | Na Rede de Intrigas                      | Francisco dos Santos   |                                                                            |
| 1991 | O Dono do Mundo                          | Durval                 |                                                                            |
| 1993 | Você Decide                              | Açougueiro             | Episódio: "Tragédia Brasileira"                                            |
| 1993 | Você Decide                              | Detetive               | Episódio: "Isca de Polícia"                                                |
| 1994 | Memorial de Maria Moura                  | Duarte                 |                                                                            |
| 1995 | Engraçadinha: Seus Amores e Seus Pecados | Taxista                | Episódio: "2 de maio"                                                      |
| 1995 | Você Decide                              | Fabrício               | Episódio: "O Meu Guri"                                                     |
| 1995 | Explode Coração                          | Pepe Nicolich (jovem)  | Episódio: "6 de novembro"                                                  |
| 1996 | O Campeão                                | Humberto Campello      |                                                                            |
| 1996 | Salsa e Merengue                         | Ramiro Morales         |                                                                            |
| 1998 | Você Decide                              | Daniel                 | Episódio: "Um Lar para Clarice"                                            |
| 1998 | Dona Flor e Seus Dois Maridos            | Mirandão               |                                                                            |
| 1998 | Hilda Furacão                            | Orlando Bonfim         |                                                                            |
| 1999 | Pecado Capital                           | Delegado Arruda        | Episódios" "2–7 de janeiro"                                                |
| 1999 | Força de um Desejo                       | Clemente               |                                                                            |
| 2000 | Você Decide                              | Marcelo                | Episódio: "Olha o Passarinho"                                              |
| 2000 | Você Decide                              | Vinícius               | Episódio: "Admirável Mundo Novo"                                           |
| 2001 | Brava Gente                              | Lilico                 | Episódio: "A Coleira do Cão"                                               |
| 2001 | Brava Gente                              | Zé da Silva            | Episódio: " O Morto do Encantado Morre"                                    |
| 2001 | Brava Gente                              | Zé Leão                | Episódio: "O Diabo Ri por Último"                                          |
| 2001 | A Grande Família                         | Pedrada                | Episódio: "Pesadelos de Uma Noite de Verão" Episódio: "Consciência é Fogo" |
| 2003 | Kubanacan                                | Sebastian              | Episódios: "1–3 de janeiro"                                                |
| 2003 | Carga Pesada                             | Gringo                 | Episódio: "Caminhos Cruzados"                                              |
| 2003 | Celebridade                              | Jairo Cardoso          | Episódios: "1 de março–9 de abril"                                         |
| 2005 | América                                  | Acácio da Silva Higino |                                                                            |
| 2006 | Linha Direta                             | Sérgio Peralta         | Episódio: "O Roubo da Taça Jules Rimet"                                    |
| 2007 | Paraíso Tropical                         | Jader                  |                                                                            |
| 2008 | A Favorita                               | Átila Mendonça         |                                                                            |
| 2009 | Dó-Ré-Mi-Fábrica                         | Zanata                 | Especial de fim de ano                                                     |
| 2009 | A Grande Família                         | Feijão                 | Episódio: "Mãe, Avó e Viciada"                                             |
| 2012 | Amor Eterno Amor                         | Xavier Pessoa          | Episódios: "5–7 de março"                                                  |
| 2012 | Gabriela                                 | Coronel Melk Tavares   |                                                                            |
| 2013 | A Grande Família                         | Raul                   | Episódio: "Um Misterioso Assassinato em Curicica"                          |
| 2014 | Pé na Cova                               | Damasceno              | Episódio: "Nada no Bolso ou nas Mãos"                                      |
| 2015 | O Hipnotizador                           | Darek                  |                                                                            |
| 2016 | Velho Chico                              | Belmiro dos Anjos      | Episódios: "14–31 de março"                                                |
| 2018 | Carcereiros                              | Sebastião              | Episódio: "Uma Questão Pessoal"                                            |
| 2019 | Cine Holliúdy                            | Coronel Pandolfo       | Episódio: "3"                                                              |
| 2021 | O Hóspede Americano                      | Marechal Rondon        |                                                                            |
| 2022 | Todas as Flores                          | Rivaldo Valente        | Episódio: "1"                                                              |
| 2024 | Renascer                                 | Padre Santo            | Episódios: "22 de janeiro–25 de março"                                     |

### Cinema
| Ano  | Título                                       | Papel                | Notas                             |
| ---- | -------------------------------------------- | -------------------- | --------------------------------- |
| 1982 | O Sonho não Acabou                           | Danilo 'Biela'       |                                   |
| 1982 | Ricchi, ricchissimi, praticamente in mutande |                      |                                   |
| 1982 | Aventuras de um Paraíba                      |                      |                                   |
| 1983 | Parahyba Mulher Macho                        |                      |                                   |
| 1983 | Gabriela                                     | Chico Moleza         |                                   |
| 1983 | Inocência                                    | Juca                 |                                   |
| 1984 | Águia na Cabeça                              | Gabriel              |                                   |
| 1984 | Quilombo                                     | Anunciação           |                                   |
| 1985 | Chico Rei                                    |                      |                                   |
| 1985 | Fonte da Saudade                             | Técnico das Fontes   |                                   |
| 1986 | A Cor do seu Destino                         | Vitor Filho          |                                   |
| 1986 | O Homem da Capa Preta                        | Manezinho            |                                   |
| 1986 | Where the River Runs Black                   |                      |                                   |
| 1986 | O Cinema Falado                              | Ele mesmo            | Documentário                      |
| 1987 | Luzia Homem                                  | Torquato             |                                   |
| 1988 | Fábula de la Bella Palomera                  |                      |                                   |
| 1990 | Barrela: Escola de Crimes                    | Bahia                |                                   |
| 1993 | Cadê a Massa?                                |                      | Curta metragem                    |
| 1994 | Veja Esta Canção                             | Mário                | Segimento: "Samba do Grande Amor" |
| 1994 | A Terceira Margem do Rio                     | Rogério              |                                   |
| 1995 | Cachaça                                      |                      | Curta-metragem                    |
| 1996 | Corisco & Dadá                               | Corisco              |                                   |
| 1997 | Os Matadores                                 | Múcio                |                                   |
| 1997 | O Testamento do Senhor Napumoceno            | Carlos               |                                   |
| 1997 | Baile Perfumado                              | Cel. Zé do Tito      |                                   |
| 1997 | Doces Poderes                                | Jornalista           |                                   |
| 1998 | Policarpo Quaresma, Herói do Brasil          | Felizardo            |                                   |
| 1999 | O Tronco                                     | Catulino             |                                   |
| 2001 | Um Crime Nobre                               | Baltazar             |                                   |
| 2002 | A Selva                                      | Firmino              |                                   |
| 2002 | Amarelo Manga                                | Wellinton Kanibal    |                                   |
| 2002 | Lua Cambará - Nas Escadarias do Palácio      | João Índio           |                                   |
| 2003 | Garrincha - Estrela Solitária                | Sobral               |                                   |
| 2003 | Benjamim                                     | Alyandro Sgaratti    |                                   |
| 2003 | As Alegres Comadres                          | Dr. Caius            |                                   |
| 2003 | O Ovo                                        |                      | Curta-metragem                    |
| 2006 | Sonhos de Peixe                              | João                 |                                   |
| 2006 | Anjos do Sol                                 | Tadeu                |                                   |
| 2006 | O Amigo Invisível                            | Guilhermino          |                                   |
| 2007 | Deserto Feliz                                |                      |                                   |
| 2007 | O Magnata                                    | Dr. Ribeiro          |                                   |
| 2008 | Praça Saens Peña                             | Paulo                |                                   |
| 2009 | Ouro Negro - A Saga do Petróleo Brasileiro   | Vicente Camargo      |                                   |
| 2009 | O Sol do Meio-Dia                            | Matuim               |                                   |
| 2009 | O Contador de Histórias                      | Camelô               |                                   |
| 2010 | De Corpo Inteiro Entrevistas                 | Hélio Pellegrino     | Documentário                      |
| 2012 | A Floresta de Jonathas                       | Zé dos Patos         |                                   |
| 2013 | Words with Gods                              | Mendigo              |                                   |
| 2014 | Ardor                                        | João                 |                                   |
| 2015 | Oração do Amor Selvagem                      | Thiago               |                                   |
| 2015 | Deserto Azul                                 | Orador/Pintor        |                                   |
| 2016 | Em Nome da Lei                               | Gomez                |                                   |
| 2016 | Going to Brazil                              | Barão Augusto        |                                   |
| 2016 | E o Galo Cantou                              | Pai                  | Curta-metragem                    |
| 2017 | Os Pobres Diabos                             | Lazarino             |                                   |
| 2017 | Travessia                                    | Roberto              |                                   |
| 2017 | Guerra do Paraguay                           | Soldado Paraguaio    |                                   |
| 2018 | Cine Holliúdy 2: A Chibata Sideral           | Vei Góis             |                                   |
| 2018 | A Casa do Girassol Vermelho                  | Romeu                |                                   |
| 2019 | Happy Hour - Verdades e Consequências        | Arlindo              |                                   |
| 2020 | O Ano da Morte de Ricardo Reis               | Ricardo Reis         |                                   |
| 2020 | Vermelho Monet                               | Johannes Van Almeida |                                   |
| 2021 | Homem Onça                                   | Pedro                |                                   |
| 2025 | Agentes Especiais                            | Comandante Queiroz   |                                   |

## Teatro
| Ano  | Título                      | Papel                   |
| ---- | --------------------------- | ----------------------- |
| 1978 | A Visita da Velha Senhora   | Loby                    |
| 1981 | Brincando com o Fogo        |                         |
| 1981 | As Mil e uma Noites         |                         |
| 1994 | Senhora dos Afogados        | O Noivo                 |
| 1997 | O Capataz de Salema         | João, Capataz de Salema |
| 1999 | Rainha da Beleza de Leenane | Pato Dooley             |
| 2003 | O Que Diz Molero            |                         |
| 2004 | Amor em Tempos de Guerra    |                         |
| 2009 | Moby Dick                   | Capitão Ahab            |
| 2011 | A Lua Vem da Ásia           |                         |

## Prêmios e indicações
| Ano  | Prêmio                              | Categoria                        | Nomeações                          | Resultado |
| ---- | ----------------------------------- | -------------------------------- | ---------------------------------- | --------- |
| 1981 | Prêmio Mambembe                     | Melhor Ator em Peça Infantil     | Brincando com Fogo                 | Indicado  |
| 1986 | Festival de Cinema de Brasília      | Melhor Ator Coadjuvante          | A Cor do Seu Destino               | Venceu    |
| 1987 | Prêmio APCA de Televisão            | Melhor Revelação Masculina       | Corpo Santo                        | Venceu    |
| 1996 | Festival de Cinema de Gramado       | Melhor Ator                      | Corisco & Dadá                     | Venceu    |
| 1997 | Prêmio Guarani de Cinema Brasileiro | Melhor Ator                      | Corisco & Dadá                     | Venceu    |
| 1998 | Cine PE - Festival do Audiovisual   | Melhor Ator em Longa-metragem    | Os Matadores                       | Venceu    |
| 1998 | Brazilian Film Festival of Miami    | Melhor Ator                      | Os Matadores                       | Venceu    |
| 1998 | Prêmio Guarani de Cinema Brasileiro | Melhor Ator                      | Os Matadores                       | Indicado  |
| 2000 | Prêmio Guarani de Cinema Brasileiro | Melhor Ator Coadjuvante          | O Tronco                           | Indicado  |
| 2002 | Festival de Cinema de Brasília      | Melhor Ator                      | Amarelo Manga                      | Venceu    |
| 2004 | Grande Prêmio do Cinema Brasileiro  | Melhor Ator                      | Amarelo Manga                      | Indicado  |
| 2004 | Prêmio Guarani de Cinema Brasileiro | Melhor Ator Coadjuvante          | Amarelo Manga                      | Venceu    |
| 2005 | Grande Prêmio do Cinema Brasileiro  | Melhor Ator Coadjuvante          | Benjamim                           | Indicado  |
| 2007 | Melhores do Ano                     | Melhor Ator Coadjuvante          | Paraíso Tropical                   | Indicado  |
| 2007 | Prêmio Qualidade Brasil             | Melhor Ator Coadjuvante          | Paraíso Tropical                   | Venceu    |
| 2008 | Prêmio Contigo! de TV               | Melhor Ator Coadjuvante          | Paraíso Tropical                   | Venceu    |
| 2009 | V Ibero Brasil Cine Festival        | Homenagem                        | Conjunto da Obra                   | Venceu    |
| 2009 | Festival do Rio                     | Melhor Ator                      | O Sol do Meio-Dia                  | Venceu    |
| 2009 | Prêmio Qualidade Brasil             | Melhor Ator Drama                | Moby Dick                          | Indicado  |
| 2009 | Cine PE - Festival do Audiovisual   | Melhor Ator em Longa-metragem    | Praça Saens Peña                   | Venceu    |
| 2010 | Los Angeles Brazilian Film Festival | Melhor Ator                      | Praça Saens Peña                   | Venceu    |
| 2010 | Prêmio Shell                        | Melhor Ator                      | Moby Dick                          | Indicado  |
| 2010 | Prêmio Contigo! de Teatro           | Melhor Ator                      | Moby Dick                          | Indicado  |
| 2010 | Prêmio Contigo! de Cinema Nacional  | Melhor Ator Coadjuvante          | O Contador de Histórias            | Indicado  |
| 2010 | Grande Prêmio do Cinema Brasileiro  | Melhor Ator Coadjuvante          | O Contador de Histórias            | Venceu    |
| 2010 | Trofeu Cláudio Mamberti             | Homenagem                        | O Sol do Meio-Dia                  | Venceu    |
| 2011 | Grande Prêmio do Cinema Brasileiro  | Melhor Ator                      | O Sol do Meio-Dia                  | Indicado  |
| 2011 | Prêmio Qualidade Brasil             | Melhor Ator Drama                | A Lua Vem da Ásia                  | Venceu    |
| 2015 | Prêmio Pachamama                    | Homenagem                        | Oração do Amor Selvagem            | Venceu    |
| 2015 | Fest Aruanda de Cinema              | Melhor Ator                      | Travessia                          | Venceu    |
| 2016 | Festival Guarnicê de Cinema         | Melhor Ator                      | E o Galo Cantou                    | Venceu    |
| 2016 | Prêmio APCA de Televisão            | Melhor Ator                      | Velho Chico                        | Indicado  |
| 2016 | Prêmio Quem de Televisão            | Melhor Ator Coadjuvante          | Velho Chico                        | Indicado  |
| 2016 | Cine Ceará                          | Homenagem                        | Carreira                           | Venceu    |
| 2017 | Grande Prêmio do Cinema Brasileiro  | Melhor Ator                      | Em Nome da Lei                     | Indicado  |
| 2020 | Grande Prêmio do Cinema Brasileiro  | Melhor Ator Coadjuvante          | Cine Holliúdy 2: A Chibata Sideral | Venceu    |
| 2022 | Festival Sesc Melhores Filmes       | Melhor Ator Nacional             | Homem Onça                         | Indicado  |
| 2022 | Grande Prêmio do Cinema Brasileiro  | Melhor Ator                      | Homem Onça                         | Indicado  |
| 2022 | Prêmio Guarani de Cinema Brasileiro | Melhor Ator                      | Homem Onça                         | Indicada  |
| 2022 | Festival de Gramado                 | Melhor Ator Coadjuvante          | Noites Alienígenas                 | Venceu    |
| 2024 | Prêmio Platino                      | Melhor Ator Coadjuvante de Filme | Noites Alienígenas                 | Indicado  |
| 2024 | Festival Sesc Melhores Filmes       | Melhor Ator Nacional             | Noites Alienígenas                 | Indicado  |
| 2024 | Prêmio Grande Otelo                 | Melhor Ator de Filme             | Noites Alienígenas                 | Pendente  |